# العنف المناهض للإجهاض

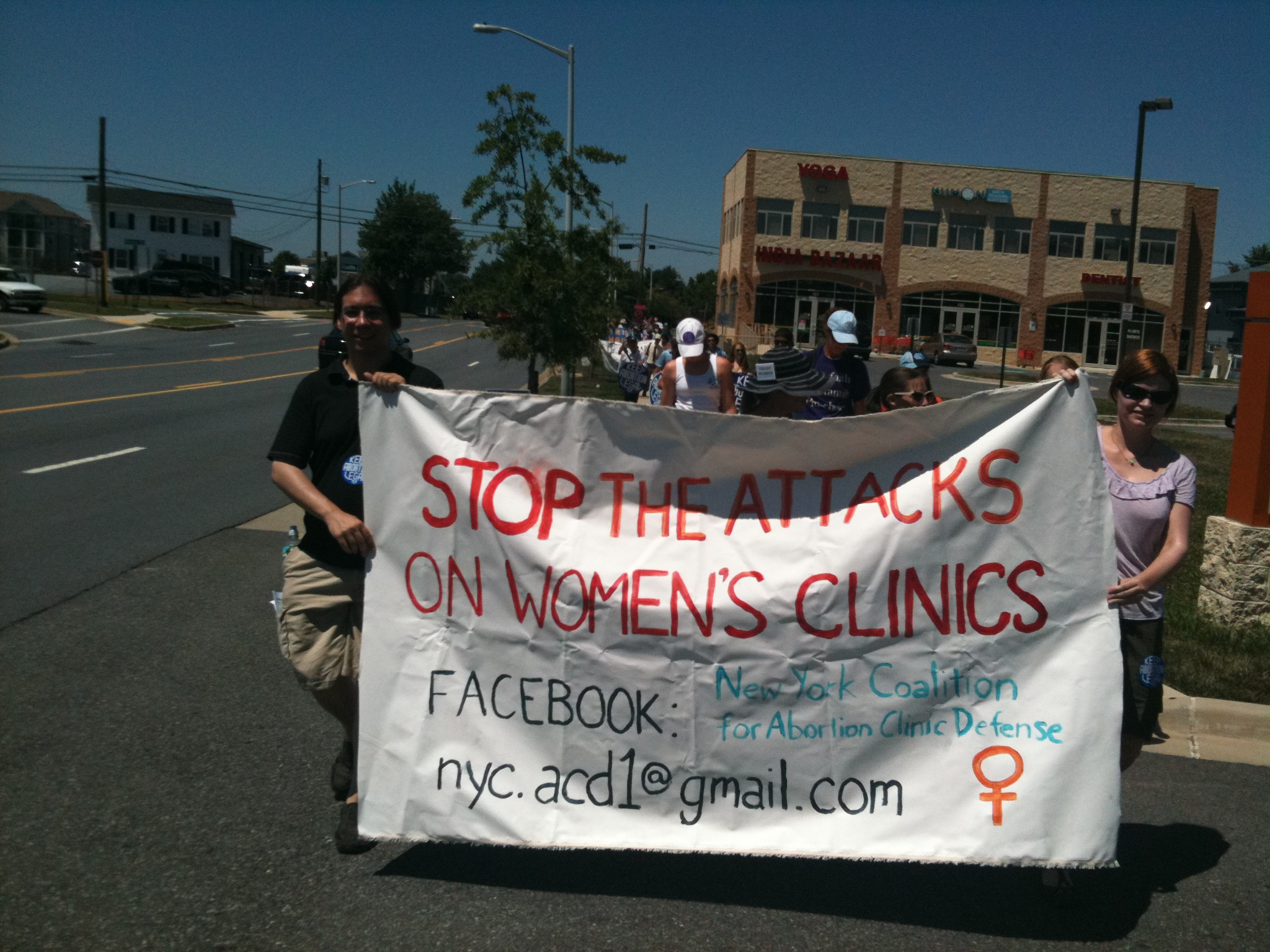
حملات تريد وقف الهجمات على عيادات النساء في عام 2011.

العنف المناهض الإجهاض هو عنف يُرتكب ضد الأفراد والمنظمات التي تجري عمليات إجهاض أو تقدم المشورة بشأن الإجهاض. شملت حوادث العنف تدمير الممتلكات، بما في ذلك التخريب والجرائم ضد الناس، بما في ذلك الخطف والمطاردة والاعتداء والشروع في القتل والقتل؛ والجرائم التي تمس الأشخاص والممتلكات، بما في ذلك الحرق العمد والتفجيرات.
يُعتبر المتطرفون المناهضون للإجهاض تهديدًا إرهابيًا محليًا حاليًا من قبل وزارة العدل الأمريكية. وقعت معظم الحوادث الموثقة في الولايات المتحدة، رغم أنها حدثت أيضًا في أستراليا وكندا ونيوزيلندا. عرّف جي ديفيدسون سميث من جهاز المخابرات الأمنية الكندي العنف المناهض الإجهاض بأنه إرهاب ذو قضية واحدة. اعتبرت دراسة عن أعمال العنف في عامي 1982 و1987 الأحداث إرهابًا سياسيًا محدودًا أو إرهابًا شبه ثوري.

## خلفية
العنف المناهض الإجهاض موجه بشكل خاص نحو الأشخاص الذين يقومون بالإجهاض أو الأماكن التي توفر الإجهاض. يُعرف العنف المناهض للإجهاض على أنه إرهاب قضية واحدة. تشمل الحوادث التخريب والحرق العمد وتفجير عيادات الإجهاض، مثل تلك التي ارتكبها إريك رودولف (1996-1998)، وجرائم قتل أو محاولة قتل الأطباء وموظفي العيادة، مثل تلك التي ارتكبها جيمس كوب (1998)، بول جينينغز هيل (1994) وسكوت رودير (2009) ومايكل ف. غريفين (1993) وبيتر جيمس نايت (2001).
أولئك الذين يشاركون في مثل هذه الأعمال أو يدعمونها يدافعون عن استخدام القوة بدعوى القتل المبرر أو الدفاع عن الآخرين من أجل حماية حياة الجنين. يصف نايس، من جامعة جورجيا، دعم العنف المناهض للإجهاض كسلاح سياسي ضد حقوق المرأة، وهو بذاته سلاح مرتبط بالتسامح مع العنف ضد المرأة. اعترفت العديد من المنظمات أيضًا بالتطرف المناهض للإجهاض كشكل من أشكال الإرهاب المسيحي.
وقعت 11 جريمة قتل على الأقل في الولايات المتحدة منذ عام 1990، بالإضافة إلى 41 تفجيرًا و173 حريقًا في العيادات منذ عام 1977. حدثت جريمة قتل واحدة على الأقل في أستراليا، بالإضافة إلى العديد من محاولات القتل في كندا. كان هناك 1793 من مقدمي خدمات الإجهاض في الولايات المتحدة في عام 2008، بالإضافة إلى 197 من مقدمي خدمات الإجهاض في كندا في عام 2001. أبلغ الاتحاد الوطني للإجهاض عن وقوع ما بين 1365 و13,415 حادثة اعتصام لمقدمي خدمات الإجهاض الولايات المتحدة كل عام من 1995 إلى 2014.
صدر القانون الفيدرالي لحرية الوصول إلى مداخل العيادات عام 1994 لحماية مرافق خدمات الصحة الإنجابية وموظفيها والمرضى من التهديدات العنيفة والاعتداء والتخريب والحصار. يوفر القانون (القانون 18 من قانون الولايات المتحدة، القسم 248) نفس المستوى من الحماية القانونية لجميع العيادات الطبية المتعلقة بالحمل، بما في ذلك مراكز الاستشارة المناهضة للإجهاض؛ وينطبق على استخدام أساليب التهديد الموجهة للكنائس ودور العبادة. أصدرت حكومات الولايات والمقاطعات والحكومات المحلية أيضًا قوانين مماثلة مصممة لتوفير الحماية القانونية للوصول إلى الإجهاض في الولايات المتحدة وكندا.

## حسب البلد

### أستراليا
- 16 يوليو 2001: هاجم بيتر جيمس نايت عيادة في ملبورن بأستراليا، وأطلق النار وقتل حارس الأمن ستيفن روجرز. جلب نايت الحبال والكمامات إلى العيادة مع 16 لترًا من الكيروسين، بهدف حرق جميع الموظفين البالغ عددهم 15 و26 مريضًا حتى الموت. اتُهم نايت وحكم عليه بالسجن مدى الحياة في 19 نوفمبر 2002.[10]
- 6 يناير 2009: محاولة إلقاء قنابل حارقة باستخدام زجاجات مولوتوف في عيادة طبية في موسمان بارك، غرب أستراليا. كان الضرر ضئيلًا وأدى فقط إلى تهشم النوافذ والجدران الخارجية. تعتقد الشرطة أن الكتابة على الجدران التي تقول قتلة الأطفال على المبنى مرتبطة بالهجوم، لكن العيادة الطبية لم تكن تقدم في الواقع خدمات الإجهاض.[11]

### كندا

#### شروع في القتل
وقعت أيضًا أعمال عنف في كندا، حيث تعرض ثلاثة أطباء على الأقل للهجوم حتى ذلك الوقت. كان الأطباء جزءًا من نمط من الهجمات التي استهدفت مقدمي الخدمة في كندا وشمال نيويورك (بما في ذلك إطلاق النار بقصد القتل على بارنيت سلبيان من نيويورك). أطلِق النار على جميع الضحايا أو أطلِق النار عليهم في منازلهم بواسطة البندقية، عند الغسق أو في الصباح، في أواخر أكتوبر أو أوائل نوفمبر على مدى عدة سنوات. هناك تكهنات بأن توقيت إطلاق النار مرتبط بالاحتفال الكندي بيوم الذكرى.
تشكلت فرقة عمل مشتركة بين كندا ومكتب التحقيقات الفيدرالي تحقق في إطلاق النار في ديسمبر 1997؛ بعد ثلاث سنوات من الهجوم الأول. اشتكى مسؤول في الشرطة الإقليمية في هاميلتون وينتوورث من أن الحكومة الكندية لا تمول التحقيق بالقدر الكافي. وقال إنه طلب مزيدًا من الأموال في يوليو من شأنها أن ترفع ميزانية التحقيق إلى 250 ألف دولار. رفض المسؤولون الفيدراليون الطلب في 15 أكتوبر، أي قبل أسبوع من مقتل سليبيان.
في عام 2001، اتُهم جيمس كوب، وهو مواطن أمريكي ومقيم، بقتل سلبيان والشروع بقتل شورت. يتكهن البعض أن كوب كان مسؤولًا عن عمليات إطلاق النار الأخرى.
8 نوفمبر 1994: في عام 1994 أطلق قناص رصاصتين على منزل جارسون روماليس، طبيب أمراض النساء في فانكوفر، كولومبيا البريطانية الذي كان يتناول وجبة الإفطار. أصابت إحدى الرصاصات فخذه، ودمرت بعض عضلاته، وكسرت عظم الفخذ، وألحقت الضرر بشريان الفخذ. أنقذ روماليس حياته باستخدام حزام رداء الحمام الخاص به كعاصبة. أصبح روماليس أكثر صراحة بشأن حقوق الإجهاض منذ إطلاق النار عليه، مشيرًا إلى الأذى الذي لحق بالنساء بسبب الإجهاض غير القانوني وآلاف حالات الإجهاض الإنتاني التي جاءت إلى المستشفى أثناء إقامته.
- 10 نوفمبر 1995: أطلِق النار على هيو شورت من أنكاستر، أونتاريو. أصابت رصاصة قناص منزله وحطمت كوعه وأنهت مسيرته الجراحية. لم يكن شورت هدفًا بارزًا، إذ لم يكن معروفًا على نطاق واسع أنه أجرى عمليات إجهاض.
- 11 نوفمبر 1997: أطلق النار على جاك فاينمان، وهو طبيب في وينيبيغ، مانيتوبا. أطلق مسلح النار من النافذة الخلفية لمنزل فينمان على ضفة النهر في وينيبيغ حوالي الساعة 9 مساءً وضربه في كتفه الأيمن، على بعد سنتيمترات من قلبه. لم تعلق الشرطة على ما إذا كان فاينمان، الذي رفضت طلبات المقابلات منذ الهجوم، ما يزال تجري عمليات إجهاض.
- 11 يوليو / تموز 2000: تعرض غارسون روماليس للطعن على يد مهاجم مجهول في بهو عيادته.[I 4]

#### التفجير والإضرار بالممتلكات
- 25 فبراير 1990: اقتحم رجلان عيادة في فانكوفر ودمروا معدات طبية بقيمة 30 ألف دولار كندي باستخدام العتلات.[I 5]
- 18 مايو 1992: تعرضت عيادة تورنتو التي يديرها هنري مورغينتالر للرمي بالقنابل الحارقة، ما تسبب في انهيار الجدار الأمامي للمبنى بأكمله. تعرضت عيادة مورغينتالر في شارع هاربورد في تورنتو للرمي بالقنابل الحارقة أثناء الليل من قبل شخصين (التقطتهما بكاميرا أمنية) باستخدام البنزين والألعاب النارية لتفجير المبنى. في اليوم التالي، أعلنت إدارة العيادة أن الرمي بالقنابل الحارقة فشل في منع أي عمليات إجهاض، إذ أجريت جميع عمليات الإجهاض المجدولة في أماكن بديلة. تضرر جزء من مكتبة تورنتو النسائية المجاورة للبيت. لم يصب أحد بأذى ولكن كان لا بد من هدم المبنى. نتيجة للحرق العمد، قررت حكومة أونتاريو إنفاق 420 ألف دولار على تحسين الأمن لعيادات الإجهاض. في ذلك الوقت، كانت جميع العيادات الأربع القائمة بذاتها في أونتاريو موجودة في تورنتو. أرادت الحكومة جمع معلومات حول أنشطة المتعاطفين مع مناهضة الإجهاض؛ في ذلك الوقت، لم تجمع وكالات إنفاذ القانون في كندا إحصاءات حول المضايقات والعنف ضد مقدمي خدمات الإجهاض أو عياداتهم أو عملائهم. بعد ستة أشهر من الهجوم، لم تحرز شرطة تورنتو أي تقدم في الكشف عن المهاجمين، وأي خيوط تؤدي للمشتبه بهم كانت تنتهي في طريق مسدود.[I 6]